# 市川卓
市川 卓（いちかわ すぐる、1986年6月7日 - ）は、三重県四日市市出身の元プロ野球選手（内野手）。右投左打。2013年より北海道日本ハムファイターズ・ベースボールアカデミーのコーチ（野球教室講師）を務めている。

## 経歴

### プロ入り前
菰野高校時代は、恵まれた体躯から繰り出す速く鋭いスイングで高校通算打率.426、本塁打36本の成績を残し「三重のゴジラ」とも呼ばれ、宇治山田商の江川智晃と共に三重県内だけでなく中央球界でも知られる存在となった。その素質が当時の田中幸雄スカウトの目にも留まり、2004年のプロ野球ドラフト会議で北海道日本ハムファイターズから5巡目で指名され、入団した。
菰野高校は練習場も特別なものを持たず、練習で市川が放つ打球がたびたび場外に飛び出すのでネットを高くした。

### プロ入り後

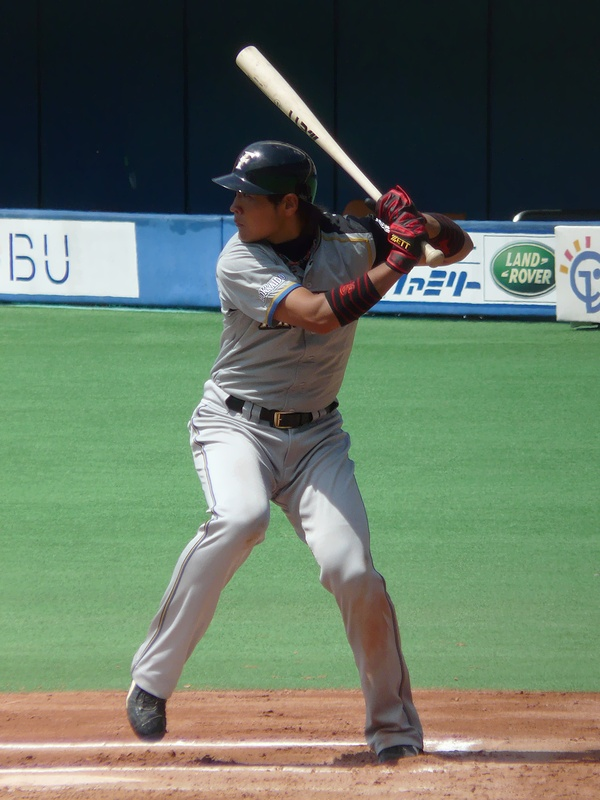
打撃フォーム（2009年）

2005年、同期入団のダルビッシュ有、鵜久森淳志と合わせて北海道のマスコミでは「高三トリオ」として取り上げられ、市川は「未来の小笠原道大」と期待されていた。春先から鵜久森とともにイースタン・リーグ（イ・リーグ）の試合で重点的に起用され、二軍でルーキーながら一塁手のレギュラーを獲得したが、打率.217と振るわなかった。
2007年は二軍で序盤から打撃好調で、5月には日刊スポーツ月間MVP（ファーム月間MVP）に選ばれた。イ・リーグ4位（チームトップ）の打率.329をマークし、8本塁打を打つなど、2年間の不振が嘘のように自慢の長打力を発揮した。守備でも成長を見せ、一塁・三塁・外野をそれぞれ20試合以上守った。
2008年、二軍で打率.350の好成績を残し、同僚の陽仲壽との激しい争いを制してイ・リーグ首位打者を獲得した。この年から二塁手にも取り組み始める。また2打数2三振ながらプロ4年目で一軍デビューを果たした。
2009年、2010年ともに二軍でレギュラーとして起用されたが、一軍出場はなかった。
2011年に3年ぶりに一軍出場を果たすも、わずか4試合の出場に留まり無安打に終わった。
2012年は再び一軍出場がなく、10月23日に宮本賢、関口雄大と共に戦力外通告を受け、シーズン終了後に現役引退。引退後は翌2013年より日本ハム球団職員としてのベースボールアカデミー・コーチ（野球教室講師）に就任。

## 詳細情報

### 年度別打撃成績
| 年 度     | 球 団     | 試 合 | 打 席 | 打 数 | 得 点 | 安 打 | 二 塁 打 | 三 塁 打 | 本 塁 打 | 塁 打 | 打 点 | 盗 塁 | 盗 塁 死 | 犠 打 | 犠 飛 | 四 球 | 敬 遠 | 死 球 | 三 振 | 併 殺 打 | 打 率 | 出 塁 率 | 長 打 率 | O P S |
| --------- | --------- | ----- | ----- | ----- | ----- | ----- | -------- | -------- | -------- | ----- | ----- | ----- | -------- | ----- | ----- | ----- | ----- | ----- | ----- | -------- | ----- | -------- | -------- | ----- |
| 2008      | 日本ハム  | 3     | 2     | 2     | 0     | 0     | 0        | 0        | 0        | 0     | 0     | 0     | 0        | 0     | 0     | 0     | 0     | 0     | 2     | 0        | .000  | .000     | .000     | .000  |
| 2011      | 日本ハム  | 4     | 3     | 2     | 0     | 0     | 0        | 0        | 0        | 0     | 0     | 0     | 0        | 0     | 0     | 0     | 0     | 1     | 0     | 0        | .000  | .333     | .000     | .333  |
| 通算：2年 | 通算：2年 | 7     | 5     | 4     | 0     | 0     | 0        | 0        | 0        | 0     | 0     | 0     | 0        | 0     | 0     | 0     | 0     | 1     | 2     | 0        | .000  | .200     | .000     | .200  |

### 記録
- 初出場：2008年7月6日、対オリックス・バファローズ11回戦（帯広の森野球場）、8回裏無死に鶴岡慎也の代打で出場
- 初打席：同上、8回裏に川越英隆の前に空振り三振

### 背番号
- 50 （2005年 - 2012年）